# Cantón Yantzaza
Yantzaza es uno de los cantones que conforman la provincia de Zamora Chinchipe, Ecuador. El origen de su nombre se debe a la presencia del Valle de Yantzaza y a su cabecera cantonal. Al igual que Zamora, comparte límites con los demás cantones en los que se divide la provincia, salvo Chinchipe, Palanda y Nangaritza. Por el Norte colinda con las provincia del Azuay y Morona-Santiago; al este con el Departamento de Amazonas, Perú. La Cordillera del Cóndor sirve como de-limitación entre los dos países. El cantón es popularmente conocido también como «El Valle de las Luciérnagas».

## Historia de El Cantón Yantzaza
El Cantón Yantzaza se crea en la Provincia de Zamora Chinchipe, el día jueves 26 de febrero de 1981 y publicado en el Registro Oficial Nro. 388; Numeral 55 que dice:
NORTE.- Desde la intersección entre la línea de cumbre de la Cordillera de Campana Urcu y el paralelo geográfico hacia el Este, hasta alcanzar dichas nacientes, de estas el río Pachicutza, aguas abajo, hasta su afluencia en el río Chuchumbletza; de esta afluencia en el río Chuchumbletza aguas abajo, hasta su desembocadura en el río Zamora; de esta desembocadura, el paralelo geográfico hacia el Este, hasta su intersección con los límites Internacionales.
ESTE.- Los límites Internacionales.
SUR.- De los límites Internacionales, el Paralelo Geográfico hacia el Oeste, hasta alcanzar la afluencia de la quebrada Piedra Liza en el río Zamora; de esta afluencia, la quebrada Piedra Liza, aguas arriba, hasta sus orígenes en el cerro Pan de Azúcar.
OESTE.- Del cerro Pan de Azúcar, la línea de cumbre de la cordillera de Campana Urcu, hacia el Norte, hasta su intersección con el Paralelo Geográfico que viene del Este de las nacientes del río Pachicutza.

## Cantonización
En 1974 se elaboró el primer proyecto de cantonización, proponiendo como nombre del mismo el de «General Guillermo Rodríguez Lara», y el segundo proyecto fue elaborado en mayo de 1979. Ambos proyectos fueron desestimados por oposición realizada por el cantón Gualaquiza de la colindante provincia de Morona-Santiago, aduciéndose que el límite provincial de Zamora Chinchipe era el río Chicaña. Luego de superado el impase limítrofe entre las dos provincias, en el mismo año de 1979, es preparado el tercer proyecto, proponiendo el nombre de «Dr. Julio Arosemena Monroy» para el futuro cantón. Las copias de este documento fueron entregadas al Ab. Jaime Roldós Aguilera, presidente electo en ese año; al Dr. Carlos Julio Arosemena, expresidente de la República y en ese entonces representante nacional y al Prof. Gustavo Valdivieso Egas, representante de nuestra provincia. Con una modificación al proyecto realizado por el Prof. Gustavo Valdivieso, modificando el nombre del cantón por el nombre autóctono de «Yantzaza», es presentado a la Cámara Nacional de Representantes en el mes de octubre de 1979 para su respectivo estudio y aprobación.
En el mes de febrero de 1981, impulsado por los acontecimientos beligerantes contendientes a la invasión de los destacamentos de Paquisha, Mayaicu y Manchinatza por parte del ejército peruano, el Plenario de la Comisión Legislativa Permanente aprobó la creación del cantón Yantzaza. El 20 de febrero del mismo año firmó el "ejecútese" el entonces presidente, Jaime Roldós Aguilera.

## Educación
La primera entidad educativa fue fundada en el año 1961, en su inicio, con carácter de Municipal, la misma que más tarde al fiscalizarse, denominada «Rumiñahui». Con el transcurso del tiempo se crean nuevos establecimientos educativos como: Centro Artesanal «Manuelita Saénz» en 1969, Esca Universidad ESPEA que oferta modalidades de educación presencial, semi-presencial y a distancia.

## Instituciones
La función y gestión pública están representadas por el Gobierno Municipal del cantón así como oficinas coordinadoras y agencias de las siguientes instituciones y/o organizaciones: Registro Civil, Correos del Ecuador, Corporación Nacional de Telecomunicaciones, Ministerio de Agricultura, Ganadería, Acuacultura y Pesca ,  Ministerio de Transporte y Obras Públicas, Comisaría Nacional, Juzgados de lo Civil y Penal, Policía Nacional; instituciones financieras como: Cooperativa de Ahorro y Crédito de Yantzaza, CACPE-Loja y Padre Julián Lorente, Banco de Loja, Banco Nacional de Fomento, entre otros.

## Transporte
El cantón cuenta con los servicios de las cooperativas de transporte «Unión Yantzaza» y «Zamora», que cubren en sus itinerarios todas las parroquias del cantón y la capital provincial. Las cooperativas de transporte «Loja», «Nambija», «Unión Cariamanga», «Pullman Viajeros» cubren rutas interprovinciales que conectan principalmente al cantón con la ciudad de Loja, centro urbano relevante al Sur de Ecuador. El transporte urbano es cubierto por la cooperativa de transporte urbano «Masharo - Urmasharo», y cooperativas de taxis «26 de febrero, «Rafael Pullaguari» y las cooperativas de camionetas mixtas «17 de marzo» y «Ciudad de Yantzaza».

## Hidrografía
Los dos principales cauces hidrográficos son los ríos Zamora y Nangaritza, navegables por embarcaciones de bajo calado en las inmediaciones del cantón. Obras de infraestructura se han desarrollado paralelas a sus márgenes, destacándose carreteras y caminos vecinales. Los ríos antes mencionados discurren independientemente hasta la parroquia Los Encuentros, donde confluyen, formando el río Zamora propiamente dicho, que se unirá a su vez con el río Santiago que se constituye como un afluente del río Amazonas.
Aumentan el caudal del río Zamora a la margen derecha las quebradas de; Centza, Pindal, Numbaime y los ríos Machinatza y Quimi. Por la margen izquierda las quebradas de Piedra Liza, Yantzaza, Pita, Chimbutza, La Yona, Muchimi, el Pincho, Pachicutza, y los ríos Chicaña, Cayamaza y Chuchumbletza. El río Nangaritza no cuenta con afluentes de importancia contumaz durante su recorrido por el territorio cantonal.

## Flora y Fauna
El cantón presenta una amplia gama de especies en cuanto a flora y fauna se refiere. Especies madereras de alto valor comercial como el guayacán, pituca, yumbingue, almendro, laurel, romerillo, cedro, bellamaria, etc., utilizadas en la ebanistería y la construcción se pueden hallar dentro de la circunscripción cantonal. Es común también la presencia de especies de árboles frutales, principalmente en estado silvestre como guaba, membrillo, granadilla, maní, uva, entre otras.
Destaca además la variedad de flores, en los que las orquídeas de variopintas clases destacan.
Entre las especies animales más representativas destacan el tigre, la danta, venados, armadillos, jabalíes, osos, monos, yamalas, guatusas entre otras. Las actividades relacionadas con la acuacultura comercial han provocado que en los ríos Zamora y Nangaritza especies de tilapia y carpa se reproduzcan en sus cauces, esto debido a la carencia de las medidas preventivas desde los estanques piscícolas familiares.

## Minerales
Los cauces de los ríos Zamora y Nagaritza presentan trazas de oro y existe presunción de la existencia de yacimientos petrolíferos en la cuenca del río Nangaritza, la quebrada del Pincho, el Quimi y Tundaime.

## División política
El cantón está dividido políticamente en tres parroquias, una parroquia urbana y dos rurales que son:
- Chicaña
- Los Encuentros
- Yantzaza